# (1577) Reiss
(1577) Reiss es un asteroide que forma parte del cinturón de asteroides y fue descubierto por Louis Boyer desde el observatorio de Argel-Bouzaréah, Argelia, el 19 de enero de 1949.

## Designación y nombre
Reiss fue designado al principio como 1949 BA.
Posteriormente, se nombró en honor del astrónomo francés Guy Reiss (1904-1964).

## Características orbitales
Reiss está situado a una distancia media del Sol de 2,23 ua, pudiendo alejarse hasta 2,6 ua. Tiene una inclinación orbital de 4,357° y una excentricidad de 0,1659. Emplea 1217 días en completar una órbita alrededor del Sol.